# Ommatius saccas
Ommatius saccas är en tvåvingeart som beskrevs av Walker 1849. Ommatius saccas ingår i släktet Ommatius, och familjen rovflugor. Inga underarter finns listade i Catalogue of Life.